# Paragwaj na Letnich Igrzyskach Olimpijskich 2024
Paragwaj na Letnich Igrzyskach Olimpijskich 2024 – występ kadry sportowców reprezentujących Paragwaj na igrzyskach olimpijskich, które odbyły się w Paryżu we Francji, w dniach 26 lipca – 11 sierpnia 2024.
Reprezentacja Paragwaju liczyła dwadzieścioro dziewięcioro zawodników – sześć kobiety i dwudziestu trzech mężczyzn, którzy wystąpili w 7 dyscyplinach.
Był to czternasty start Paragwaju na letnich igrzyskach olimpijskich.

## Reprezentanci

### Golf
| Zawodnik         | Konkurencja | Runda 1 | Runda 2 | Runda 3 | Runda 4 | Łącznie | Łącznie | Łącznie | Źródło |
| Zawodnik         | Konkurencja | Wynik   | Wynik   | Wynik   | Wynik   | Wynik   | Par     | Pozycja | Źródło |
| ---------------- | ----------- | ------- | ------- | ------- | ------- | ------- | ------- | ------- | ------ |
| Fabrizio Zanotti | mężczyźni   | 70      | 69      | 71      | 71      | 281     | −3      | T33.    | [ 1 ]  |

### Judo
| Zawodnik         | Konkurencja | 1/16             | 1/8              | Ćwierćfinał        | Półfinał         | Repasaże            | Finał / 3. miejsce | Finał / 3. miejsce | Źródła |
| Zawodnik         | Konkurencja | Przeciwnik Wynik | Przeciwnik Wynik | Przeciwnik Wynik   | Przeciwnik Wynik | Przeciwnik Wynik    | Przeciwnik Wynik   | Pozycja            | Źródła |
| ---------------- | ----------- | ---------------- | ---------------- | ------------------ | ---------------- | ------------------- | ------------------ | ------------------ | ------ |
| Gabriela Narváez | -48 kg (k)  | Aymard W 11–00   | Costa W 10–00    | Baasanchüü P 00–10 | NQ               | Abużakynowa P 00–10 | NQ                 | 7.                 | [ 2 ]  |

### Lekkoatletyka
| Zawodnik      | Konkurencja       | Runda 1 | Runda 1 | Runda 2 | Runda 2 | Półfinał | Półfinał | Finał | Finał   | Źródło |
| Zawodnik      | Konkurencja       | Wynik   | Miejsce | Wynik   | Miejsce | Wynik    | Miejsce  | Wynik | Miejsce | Źródło |
| ------------- | ----------------- | ------- | ------- | ------- | ------- | -------- | -------- | ----- | ------- | ------ |
| César Almirón | bieg na 200 m (m) | 20.87   | 38. R   | DSQ     | DSQ     | NQ       | NQ       | NQ    | NQ      | [ 3 ]  |
| Xenia Hiebert | bieg na 100 m (k) | 11.77   | 7. Q    | 11.82   | 60.     | NQ       | NQ       | NQ    | NQ      | [ 4 ]  |

### Piłka nożna

#### Turniej mężczyzn
Skład
- Gatito Fernández
- Alan Núñez
- Ronaldo De Jesús
- Daniel Rivas
- Gilberto Flores
- Marcos Gómez
- Marcelo Fernández
- Diego Gómez (kapitan)
- Kevin Parzajuk
- Wilder Viera
- Enso González
- Rodrigo Frutos
- Alexis Cantero
- Fabián Balbuena
- Julio Enciso
- Fernando Román
- Gustavo Caballero
- Marcelo Pérez
- Ángel Cardozo Lucena

Trener:  Carlos Jara Saguier
| Konkurencja | Faza grupowa     | Faza grupowa     | Faza grupowa     | Faza grupowa | Ćwierćfinały       | Półfinały        | Finał /mecz o 3. miejsce | Pozycja | Źródło |
| Konkurencja | Przeciwnik Wynik | Przeciwnik Wynik | Przeciwnik Wynik | Pozycja      | Przeciwnik Wynik   | Przeciwnik Wynik | Przeciwnik Wynik         | Pozycja | Źródło |
| ----------- | ---------------- | ---------------- | ---------------- | ------------ | ------------------ | ---------------- | ------------------------ | ------- | ------ |
| mężczyźni   | Japonia P 0–5    | Izrael W 4–2     | Mali W 1–0       | 2. Q         | Egipt P 1–1 k. 4–5 | NQ               | NQ                       | NQ      | [ 5 ]  |

### Piłka siatkowa
Siatkówka plażowa
| Zawodnik                            | Konkurencja | Faza grupowa                     | Faza grupowa                | Faza grupowa               | Faza grupowa | 1/8 finału       | Ćwierćfinały     | Półfinały        | Finał            | Finał | Źródło      |
| Zawodnik                            | Konkurencja | Przeciwnik Wynik                 | Przeciwnik Wynik            | Przeciwnik Wynik           | Poz.         | Przeciwnik Wynik | Przeciwnik Wynik | Przeciwnik Wynik | Przeciwnik Wynik | Poz.  | Źródło      |
| ----------------------------------- | ----------- | -------------------------------- | --------------------------- | -------------------------- | ------------ | ---------------- | ---------------- | ---------------- | ---------------- | ----- | ----------- |
| Giuliana Poletti, Michelle Valiente | kobiety     | Humana-Paredes / Wilkerson P 0:2 | Graudiņa / Kravčenoka P 0:2 | Böbner / Vergé-Dépré P 1:2 | 4.           | NQ               | NQ               | NQ               | NQ               | 19.   | [ 6 ] [ 7 ] |

### Pływanie
| Zawodnik      | Konkurencja              | Eliminacje | Eliminacje | Półfinał | Półfinał | Finał | Finał | Źródło |
| Zawodnik      | Konkurencja              | Czas       | Poz.       | Czas     | Poz.     | Czas  | Poz.  | Źródło |
| ------------- | ------------------------ | ---------- | ---------- | -------- | -------- | ----- | ----- | ------ |
| Luana Alonso  | 100 m st. motylkowym (k) | 1.03.09    | 29.        | NQ       | NQ       | NQ    | NQ    | [ 8 ]  |
| Matheo Mateos | 200 m st. zmiennym (m)   | 2:03.45    | 20.        | NQ       | NQ       | NQ    | NQ    | [ 9 ]  |

### Wioślarstwo
| Zawodnik         | Konkurencja | Eliminacje | Eliminacje | Repasaż | Repasaż | Ćwierćfinały | Ćwierćfinały | Półfinały | Półfinały | Finał   | Finał | Miejsce | Źródło |
| Zawodnik         | Konkurencja | Czas       | M.         | Czas    | M.      | Czas         | M.           | Czas      | M.        | Czas    | M.    | Miejsce | Źródło |
| ---------------- | ----------- | ---------- | ---------- | ------- | ------- | ------------ | ------------ | --------- | --------- | ------- | ----- | ------- | ------ |
| Alejandra Alonso | jedynka (k) | 7:52.44    | 4. R       | 7:57.14 | 1. Q    | 7:47.40      | 4. QCD       | 7:56.50   | 4. FD     | 7:42.09 | 1.    | 19.     | [ 10 ] |
| Javier Insfran   | jedynka (m) | 7:14.14    | 5. R       | 7:08.29 | 2. QF   | 7:31.50      | 6. QCD       | 7:00.93   | 3. FC     | 6:50.48 | 5.    | 17.     | [ 11 ] |